# Păușești (gmina w okręgu Vâlcea)
Păușești – gmina w Rumunii, w okręgu Vâlcea. Obejmuje miejscowości Barcanele, Buzdugan, Cernelele, Păușești, Păușești-Otăsău, Șerbănești, Șolicești i Văleni. W 2011 roku liczyła 2717 mieszkańców.